# يوحنا الحادي والعشرون

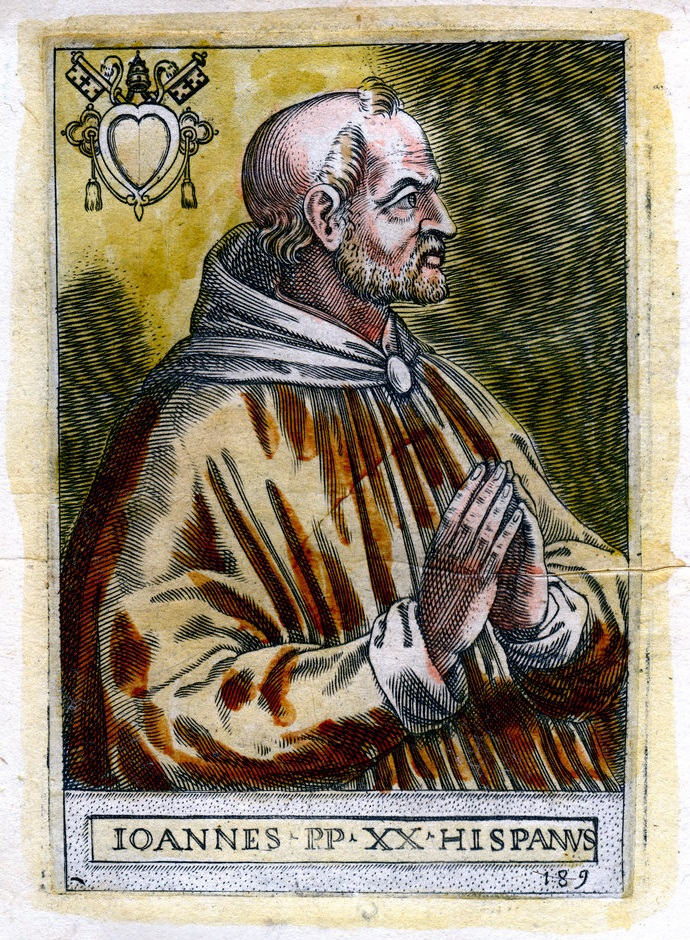
يوحنا الحادي والعشرون

البابا يوحنا الثاني والعشرون (باللاتينية: Ioannes XXI) ـ (ولد باسم بدرو جولياو أو بدرو جولياني حوالي عام 1215 وتوفي في 20 مايو 1277) هو بابا الكنيسة الكاثوليكية في الفترة من 13 سبتمبر 1276 وحتى وفاته سنة 1277. رغم كونه برتغاليًا، عُرف باسم بطرس الهسباني (باللاتينية: Petrus Hispanus). وهو البابا البرتغالي الوحيد في تاريخ الكنيسة الكاثوليكية، إذا استثنينا داماسوس الأول، الذي ولد في منطقة من الإمبراطورية الرومانية الغربية تقع فما يعرف الآن بالبرتغال، وبالتالي يمكن أن نعتبره هو البابا الآخر برتغاليًا.